# 戎來賓
戎來賓，原名國振，字孔塘，浙江鄞縣人。明朝官員。

## 生平
嘉靖二十二年（1543年）癸卯科浙江鄉試舉人。官至江西南昌府通判。